# 팀 3D

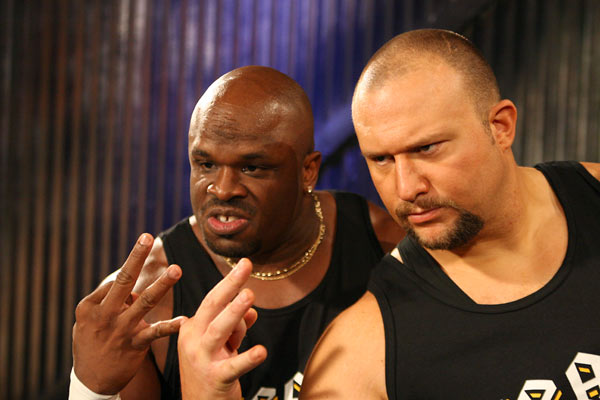
2005년 팀 3D의 모습

더들리 보이즈(Dudley Boyz), 팀 3D(Team 3D)는 버버레이 더들리, 디본 더들리, 스파이크 더들리 중심으로 한 프로레슬링 태그팀이다. ECW에서 결성되어 1999년부터 WWE에 속해 있다가 2005년 TNA로 이전하였다. 현재 브라더 런트는 TNA를 떠난 후 은퇴했으며 팀 3D(Team 3D)활동중이다. 2010년 해체되었다가 2013년 스테이블 에이시즈 & 에잇츠의 멤버로 다시 뭉쳤다가 디본이 TNA에서 방출되면서 1년가까이 팀 활동이 중단되었지만 디본과 불리 레이가 임팩트 명예의 전당에 헌액되면서 다시 재결성하게 되고 WWE 시절 라이벌 관계였던 하디 보이즈와의 대립을 하기도 했다. 2015년에 10년만에 다시 WWE로 복귀한다.더 뉴데이와 WWE 태그팀 챔피언쉽에 도전했지만 아쉽게 챔피언벨트를 얻지못했다. 4월 3일 진행했던 우소와 WWE 레슬매니아32 킥오프매치에서  다시한번 패배를 하고만다. 8월 22일 RAW를 통해 버버레이와 디본도 현역 은퇴를 선언하지만, 이는 WWE 현 위치에 대한 불만이 있었기에 퇴사를 결정한 것이었고 , 2016년 10월부터 인디 단체에서 현역 생활을 지속하고 있다.

## 그 밖의 정보
- TNA에서 팀명은 팀 3D(Team 3D)이고, WWE/WCW/ECW에서 팀명은 더들리 보이즈다.
- TNA 멤버 : 불리 레이, 디본
- 전직 멤버 : 브라더 런트, 브라더 디바인, 빅 딕 더들리, 사인 가이 더들리, 조엘 거트너, 스테이시 키블러
- 더들리 가문 일원 : 더들리 더들리, 빅 딕 더들리, 리틀 샷 더들리, 댄시스 위드 더들리, 버버레이 더들리, 처비 더들리, 사인 가이 더들리, 디본 더들리, 스파이크 더들리, 스터들리 더들리, 스치먹 더들리, 샘 더들리
- 매니져 : 몰리 할리, 더치리스 오브 더들리빌, 부쉬웨커 부치, 부쉬웨커 루크, 레이디 더들리

## 수상
- WWE 태그팀 챔피언 (구 버전) 1회
- WWE 월드 태그팀 챔피언 (구 버전) 8회
- WCW 월드 태그팀 챔피언 1회
- ECW 월드 태그팀 챔피언 8회
- NWA 월드 태그팀 챔피언 1회
- TNA 월드 태그팀 챔피언 2회
- IWGP 헤비웨이트 태그팀 챔피언 2회
- 허슬 슈퍼 태그팀 챔피언 1회
- 2CW 태그팀 챔피언 1회
- 2014년 TNA 명예의 전당 헌액자
- 2018년 WWE 명예의 전당 헌액자